# Estimo legale
L’estimo legale, attiene le valutazioni effettuate in base a specifiche norme di legge quali, ad esempio, il "codice di procedura civile" in base al quale l'art. 568 (Determinazione del valore dell'immobile) dispone che "Agli effetti dell’espropriazione il valore dell’immobile è determinato dal giudice avuto riguardo al valore di mercato sulla base degli elementi forniti dalle parti e dall’esperto nominato ai sensi dell’articolo 569, primo comma."
Secondo una definizione di Massimo Moncelli, è "quella branca dell’estimo in grado di coniugare i principi, logici e metodologici, che sono alla base del giudizio di stima, con i criteri dettati da specifiche norme di legge".
Di fatto si tratta di un ambito che si basa sulla dottrina estimativa (principi, criteri, metodiche, ecc..), declinate al fine di corrispondere a specifiche leggi, che ne individuano le modalità operative per giungere alla definizione dei diversi valori o indennità. 
Si tratta di un novero di attività molto vasto, che raggruppa ambiti regolamentati dalla pubblica amministrazione o da Enti, al fine di stabilire delle regole oggettive in funzione di garanzia per il rispetto di diritti meritevoli di protezione. Gli ambiti interessati sono differenziati e possono essere così riassunti: 
I - Ambiti normati da leggi dello Stato e delle Regioni
- Esproprio per pubblica utilità
- Procedure esecutive
- Servitù prediali
- Diritti reali di godimento
- Successioni e divisioni ereditarie
- Condominio e locazioni
- Miglioramenti fondiari
- Usi civici
- Consorzi
- Stima delle acque pubbliche

II - Ambiti normati da Enti nazionali ed internazionali
- Stime in campo assicurativo
- Stime per la concessione e controllo del credito

In linea generale l’estimo legale si concretizza nell'individuazione delle regole operative, desunte dalle leggi, e nell'applicazione alle stime, che riguardano principalmente limitazioni di diritti, che vengono quantificati con una somma in denaro.